# Луїза Маргарита Прусська
Луїза Маргарита Прусська, повне ім'я Луїза Маргарита Александра Вікторія Агнеса Прусська (нім. Luise Margarete Alexandra Viktoria Agnes von Preußen, 25 липня 1860 — 14 березня 1917) — прусська принцеса з династії Гогенцоллернів, донька принца Прусії Фрідріха Карла та ангальтської принцеси Марії Анни, дружина принца Великої Британії Артура Вільяма, герцога Коннаутського та Стретхернського.

## Життєпис
Луїза Маргарита народилась 25 липня 1860 року в Потсдамі. Вона була четвертою донькою в родині принца Прусії Фрідріха Карла та його дружини Марії Анни Ангальт-Дессау. Мала старших сестер Марію та Єлизавету Анну, ще одна сестра померла до її народження. За п'ять років з'явився брат Фрідріх Леопольд.
Батько був військовим. За три тижні до народження Луїзи Маргарити його було призначено командуючим III армійським корпусом Німецької імперії. На той час він мав чин генерал-лейтенанта. Згодом дослужився до звання генерал-фельдмаршала. Брав участь у кількох військових кампаніях, зокрема у Другій шлезвізькій війні 1864 року, Австро-прусській 1866 та Франко-прусській 1870. Їхній шлюб із матір'ю був нещасливим. Від розлучення подружжя втримало лише втручання імператора.
У 18 років принцеса пошлюбилася із молодшим сином королеви Вікторії, Артуром Вільямом, що був старшим від неї на десять років та носив титул герцога Коннаутського та Стретхернського. Вінчання відбулося 13 березня 1879 року в каплиці Святого Георгія Віндзорського замку. У пари народилося троє дітей.
Офіційною резиденцією подружжя був Кларенс-гаус. Вони також придбали заміський будиночок у Багшот-Парку в графстві Суррей.
Протягом життя герцогиня супроводжувала чоловіка країною, відвідуючи із ним різноманітні заходи. Коли ж 1911 року Артур був призначений генерал-губернатором Канади, Луїза Маргарита поїхала із ним. Сама вона 1885 року стала шефом 64-го полку прусської армії, а у 1916 — шеф-полковником 199-го канадського піхотного батальйону.
Померла Луїза Маргарита від наслідків іспанки у 56-річному віці у своєму домі Кларенс-гаус. Тіло її було кремовано, а прах похований у королівській усипальниці у Фроґморі.
Артур пішов з життя чверть століття потому, переживши дружину та двох старших дітей.

## Родина

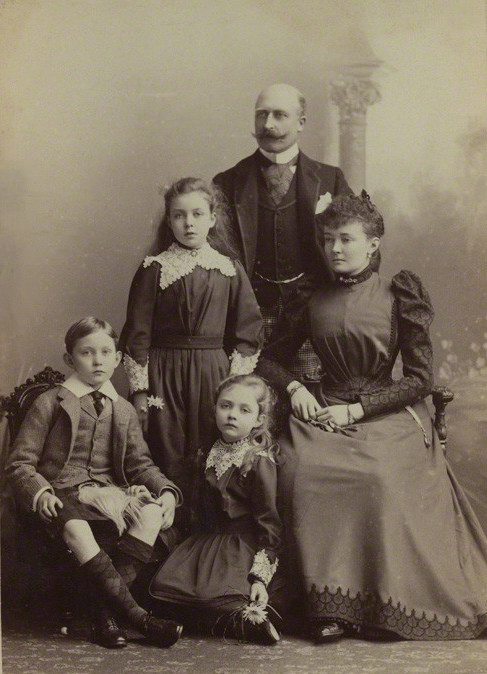
Луїза Маргарита із родиною

Чоловік — Артур Вільям Патрик Альберт
Діти:
- Маргарита (1882–1920) — була одружена із шведським кронпринцем Густавом, мала п'ятеро дітей;
- Артур (1883–1938) — генерал-губернатор Південно-Африканського Союзу у 1920–1924 роках, був одружений із герцогинею Александрою Файф, мали єдиного сина.
- Патриція (1886–1974) — дружина сера Александра Рамзея, морського офіцера королівського флоту, мали єдиного сина.